# الكسندر ثوم
الكسندر ثوم (بالإنجليزية: Alexander Thom)‏ (10 أكتوبر 1894 في المملكة المتحدة - 1 أكتوبر 1973 في المملكة المتحدة) هو لاعب كرة قدم بريطاني (وحمل سابقاً جنسية المملكة المتحدة لبريطانيا العظمى وأيرلندا) في مركز الهجوم. لعب مع سويندون تاون ونادي دمبرتون ونادي كيلمارنوك ونادي ماذرويل وهال سيتي ونادي أردريونيانز ونادي آير يونايتد ونادي غرينوك مورتون.